# Neurigona zionensis
Neurigona zionensis är en tvåvingeart som beskrevs av Harmston och Frank Hall Knowlton 1942. Neurigona zionensis ingår i släktet Neurigona och familjen styltflugor.
Artens utbredningsområde är Utah. Inga underarter finns listade i Catalogue of Life.